# 圣亚德伯圣殿 (大急流城)
圣亚德伯圣殿（Basilica of St. Adalbert）是一座罗马天主教次级宗座圣殿、堂区教堂，属于天主教大急流城教区，位于美国密歇根州大急流城。该堂奉布拉格的亚德伯（956 – 997)为主保圣人，因为该堂最初的教友是来自波兰的移民，而亚德伯正是波兰的主保。

## 历史
1872年，在大急流城成立了圣亚德伯援助协会， 其宗旨是帮助新移民到大急流寻找住房和就业。1880年，协会在第四街和戴维斯大道的拐角处购买了两块地皮，于1881年6月开始建造一座小型木制教堂。十年后，建筑扩建。1892年，协会为自己建造了一个大型会议厅，至今仍在使用。
目前的教堂于1907年7月开始修建。1907年8月18日奠基，1913年春完工。建造商是俄亥俄州克利夫兰的安德鲁斯兄弟公司。 建筑及其家具的成本约为15万美元。  原来的木制教堂搬到密歇根州的贝尔蒙特，称为圣母升天堂。这座教堂一直沿用到20世纪80年代末，才修建新教堂。
1979年8月22日，若望保禄二世将其升格为次级宗座圣殿。 1980年2月16日，祝圣礼与堂区百年庆典同时举行。